# Гончаров, Николай Андреевич
Никола́й Андре́евич Гончаро́в (1919—1945) — участник Великой Отечественной войны, командир пулемётной роты 270-го стрелкового полка 58-й стрелковой дивизии 3-й гвардейской армии 1-го Украинского фронта, старший лейтенант. Герой Советского Союза.

## Биография
Родился в апреле 1919 года во Орджоникидзе Северо-Осетинской АССР, в семье рабочего. Русский.
Окончил 7 классов. Комсомолец, работал прорабом.
В Красной Армии с 1939 года. Окончил курсы младших лейтенантов в Орджоникидзевском военном училище; затем, в 1943 году — курсы усовершенствования офицерского состава. На фронте — с мая 1943 года. Член ВКП(б)/КПСС с 1944 года.
В 1943 году принимал участие в форсировании крупных водных преград — рек Десна, Днепр, Припять.
Пулемётная рота 270-го стрелкового полка под командованием старшего лейтенанта Николая Гончарова 14 января 1945 года в боях за деревню Макошин (24 км юго-восточнее г. Кельце, Польша) уничтожила до 30 фашистов. В ночь на 21 января в бою за населённый пункт Бялачув (9 км южнее г. Опочно) рота прорвалась к центру города, отразила 5 контратак превосходящих сил противника и обеспечила продвижение полка и овладение городом. 13 февраля в бою за с. Милькау (в 15 км южнее г. Нова-Суль, Польша) пулемётчики уничтожили свыше роты гитлеровцев. Лично командир, заменив наводчика, уничтожил до 15 фашистов.
Сам Гончаров погиб в этом бою. Похоронен в с. Милькау.
Жена — Александра Романовна.

## Награды
- Звание Героя Советского Союза присвоено 27 июня 1945 года посмертно.
- Награждён орденами Ленина, Отечественной войны 2 степени и Красной Звезды, а также медалями, среди которых «За отвагу»[1].

## Память
- Именем Героя названа улица в г. Владикавказе[2].